# SNL 코리아
《SNL 코리아》(Saturday Night Live Korea)는 대한민국의 코미디 프로그램이다. 미국의 코미디 텔레비전 프로그램인 《SNL》을 각색하여 2011년 12월 3일부터 2017년 11월 18일까지 tvN에서 방송된 바 있으며, 4년 뒤에 공개된 리부트 시즌은 2021년 9월부터 OTT 서비스 플랫폼인 쿠팡플레이에서 방영중이다.

## 현재 크루
- 신동엽

시즌 3부터 크루로 합류했다. 신동엽 특유의 섹드립으로 시청자들에게 호평을 받았다. 시즌 9에서는 장도연과 위캔드 업데이트 앵커로 활약했다. 야외 녹화 콩트는 안영미와 더불어 거의 출연하지 않는다. 오프닝/엔딩 진행을 맡고 있으며 과거 시즌 2 5회에 호스트로 출연한 적이 있다.
- 안영미

시즌 1부터 크루로 활동하였으나 시즌 3에 하차 후 시즌 4부터 다시 합류하였다. 야외 녹화 콩트는 신동엽과 더불어 출연하지 않는다. 생방송 콩트에서 주연을 거의 매회 맡는 편이다. 출산 휴가 등을 이유로 크루에서는 임시 하차하다가 리부트 시즌 5부터 또다시 합류하였다.
- 정상훈

시즌 4부터 비고정 크루로 출연했고 시즌 5부터는 정식 크루로 출연하기 시작했으며 리부트 시즌에서도 출연중이다. 시즌 6의 뉴스 코너에서 중국 기자 '양꼬치앤 칭따오'라는 캐릭터로 인기를 얻었으며 웃음을 주었다.
- 김민교

시즌 2부터 크루로 합류하여 시즌 6에 하차했고, 시즌 7에 복귀하여 리부트 시즌에서도 출연 중이다. 시즌 4 후반 ~ 시즌 5 초중반의 고정 코너였던 SNL 게임즈 - GTA 시리즈에서 특유의 눈알 연기로 인기를 얻었다.
- 권혁수

시즌 2부터 크루로 합류하여 리부트 시즌에서도 출연 중이다. 더빙극장이라는 코너에서 각종 더빙 캐릭터로 웃음을 주어 인기를 얻었다.
- 정이랑

시즌 2부터 크루로 합류하여 시즌 5 14회에 출산으로 인해 잠정 하차하고 같은 시즌 마지막회에 복귀하여 리부트 시즌에서도 출연 중이다. 욕쟁이 할머니 캐릭터로 웃음을 주었다.
- 정성호

시즌 2부터 크루로 합류하여 시즌 9 33회를 끝으로 잠정 하차했으나 리부트 시즌 3부터 복귀하여 다시 합류했다. 성대모사 캐릭터로 많은 인기를 얻은 바 있다.
- 이수지

리부트 시즌 1부터 합류했다.
- 김원훈

리부트 시즌 2부터 합류했다.
- 지예은

리부트 시즌 3부터 합류했다.
- 김규원

리부트 시즌 5부터 합류했다.
- 이진혁

리부트 시즌 6부터 합류했다.
- 차경은

리부트 시즌 7부터 합류했다.
- 조민경

리부트 시즌 7부터 합류했다.
- 아라타 모모코

리부트 시즌 7부터 합류했다.

## 로고 변천사

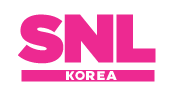
시즌1부터 시즌6까지의 SNL 코리아 로고 2011년 12월 3일 ~ 2015년 12월 26일
시즌7부터 리부트 시즌5까지의 SNL 코리아 로고[8] 2016년 2월 27일 ~ 2017년 11월 18일, 2021년 9월 4일 ~ 2024년 5월 4일
리부트 시즌6 이후부터의 로고 2024년 8월 31일 ~

## 여의도 텔레토비

### 개요
여의도 텔레토비는 2012년 대한민국 제18대 대통령 선거를 풍자하여 반장 선거라는 소재로 나온 코미디 풍자물로, 시즌 2 3화부터 1기가 방영되었고, 시즌 3부터는 2기인 여의도 텔레토비 리턴즈가 방송되었으며, 시즌 4부터는 대한민국, 미국, 중화인민공화국, 일본, 조선민주주의인민공화국 등 소재를 다룬 3기인 글로벌 텔레토비가 방송되었다. 하지만 13회를 끝으로 폐지되었다. 동 시즌 19회 이후로는 정치 풍자 코너 대신 '슬기로운 탐구생활', 'tvN동화 행복한 세상', '개구쟁이 스덕후' 등의 사회 풍자 코너를 방송하다가, 박근혜 대통령 탄핵 이후 시즌 9부터 대한민국 제19대 대통령 선거를 다룬 "미운 우리 프로듀스 101"이라는 새로운 코너를 방송시켰다. 그러나 동 시즌 19회부터는 이 코너를 폐지하고 몇 주 동안 영화 '스타 워즈'를 패러디한 "현타 워즈"라는 풍자 코너를 방송에 내보냈다. 그 후 이 코너도 폐지되고 한동안 풍자 코너가 방영되지 않았으나, 시즌 9 마지막회 때 "여의도 텔레토비"가 스페셜로 방영되었다.

### 캐릭터
또
박근혜 전 대통령을 패러디했으며, 새누리당의 반장 선거 후보이다. 이 캐릭터로 분한 크루는 김민교 (1화) → 고경표 (2화) → 김슬기 (3화부터 고정) 등이다. 배 부분에는 "ㅂㄱㅎ" 심볼을 삽입했다. 12화에서는 "꼭" 심볼을 삽입했으며 3기 2화부터 대통령 태극문양을 삽입했다. 시즌9 마지막회 스페셜편에서는 이세영이 맡았다.
화나→문제니
문재인 전 대통령을 패러디했으며, 민주통합당 반장 선거 후보이다. 옛 이름인 화나는 1기 1~2화, 4~6화, 2기 1~2화에 사용되다가 2기 3화부터 문제니로 바뀌었다. 이 캐릭터로 분한 크루는 정이랑 (1, 2, 4화) → 신동엽 (3화) → 김민교 (5화부터 고정) 등이다. 배 부분에는 민주통합당 심볼을 삽입했다. 시즌 9 마지막회 스페셜편에서는 유일하게 그 역할 그 배우 그대로였다.
구라돌이
이정희 18대 대선 후보를 패러디했으며, 통합진보당의 반장 선거 후보이다. 구라돌이는 1기 2화와 6화에서 수염을 달고 나오는데, 이는 강기갑 전 의원을 패러디했다. 이 캐릭터로 분한 크루는 이한위 (1~3화) → 고경표 (4화) → 권혁수 (5, 6화) → 정이랑 (2기 1화부터 고정) 등이다. 배 부분에는 통합진보당 심볼을 삽입했다. 시즌9 마지막회 스페셜편에서는 캐릭터 중 유일하게 미등장했다.
앰비
이명박 전 대통령을 패러디했으며, 옛 한나라당의 반장이다. 이 캐릭터로 분한 크루는 김원해 (1화) → 이상훈 (2화) → 김원해(3화부터 고정)이다. 배 부분에는 청와대 로고를 삽입했다. 시즌 9 마지막회 스페셜편에서는 이상훈이 맡았다.
안쳤어
안철수 의원을 패러디했으며, 무소속 반장 선거 후보이다. 10화부터 출연하지 않았다가 11화에는 문제니 선거 광고에서 특별 출연하였다. 또한 12화 역시 특별 출연하였다. 이후 3기 3화부터 재등장하였다. 이 캐릭터로 분한 크루는 이상훈 (2기 1화부터 고정)이다. 배 부분에는 서울대학교 심볼을 삽입했다. 시즌9 마지막회 스폐셜편에서는 정상훈이 맡았다.
레임덕
앰비가 가지고 노는 오리 인형이다.
정으니
북한의 김정은 최고지도자를 패러디했으며, 윗동산 반장이다. 이 캐릭터로 분한 크루는 김민교이다. 배 부분에는 조선민주주의인민공화국의 국기를 삽입했다.
시핑
중국의 시진핑 주석을 패러디했으며, 큰 동산 반장이다. 이 캐릭터로 분한 크루는 이병진 (1~6화) → 진원 (6화부터 고정) 등이다. 배 부분에는 중화인민공화국의 국기를 삽입했다.
야매
일본의 아베 신조 내각 총리를 패러디했으며, 이웃 동산 반장이다. 이 캐릭터로 분한 크루는 권혁수다. 배 부분에는 일본의 국기를 삽입했다.
오바돌이
미국의 버락 오바마 전 대통령을 패러디했으며, 먼 동산 반장이다. 이 캐릭터로 분한 크루는 박재범이다. 배 부분에는 미국의 국기를 삽입했다.
홍그리버드
홍준표를 패러디했으며, 시즌9 마지막회 스폐셜편에서 새롭게 등장한 캐릭터다. 자유한국반을 만든 후 또를 쫓아냈다. 이 캐릭터로 분한 크루는 정이랑이다. 배 부분에는 자유한국당 심볼을 삽입했다.

## 미운 우리 프로듀스 101

### 개요
미운 우리 프로듀스 101은 2017년 대한민국 제19대 대통령 선거를 풍자하여 센터 경쟁이라는 소재로 나온 풍자물로서, 시즌 9 1회부터 8회까지 1기가 방송되었고, 시즌 9 9회부터 문재인의 대통령 당선 이후의 이야기를 다룬 2기가 방송되었다. 18회를 끝으로 폐지되었다. 동 시즌 19회부터 '현타 워즈'라는 코너가 방송되었는데 그것마저도 폐지되었다.

### 캐릭터
문재수
문재인 전 대통령을 패러디했으며, 투게더 엔터테인먼트 소속 연습생이다. 이 캐릭터로 분한 크루는 김민교이다.
안연정
안희정 전 충청남도지사를 패러디했으며, 투게더 엔터테인먼트 소속 연습생이다. 이 캐릭터로 분한 크루는 정성호이다.
이잼
이재명 전 경기도지사를 패러디했으며, 투게더 엔터테인먼트 소속 연습생이다. 이 캐릭터로 분한 크루는 권혁수이다.
안찰스
안철수 의원을 패러디했으며, 피플 컴퍼니 소속 연습생이다. 이 캐릭터로 분한 크루는 정상훈이다.
레드준표
홍준표 의원을 패러디했으며, JYD 엔터테인먼트 소속 연습생이다. 이 캐릭터로 분한 크루는 정이랑이다.
유목민
유승민 의원을 패러디했으며, 바르다 뮤직 소속 연습생이다. 이 캐릭터로 분한 크루는 장도윤이다.
심불리
심상정 의원을 패러디했으며, 정 엔터테인먼트 소속 연습생이다. 이 캐릭터로 분한 크루는 이세영이다.
김종이
김종인 의원을 패러디했으며, 개인 연습생이다. 이 캐릭터로 분한 크루는 정성호이다.
고국
조국 전 법무부 장관을 패러디했으며, 더 블루의 비주얼이다. 이 캐릭터로 분한 크루는 정성호이다.
겜병헌
전병헌 전 정무부 장관을 패러디했으며, 더 블루의 정모 담당이다. 이 캐릭터로 분한 크루는 권혁수이다.
강시
강경화 전 외교부 장관을 패러디했으며, 더 블루의 한류 담당이다. 이 캐릭터로 분한 크루는 안영미이다.
장함성
장하성 주중대사를 패러디했으며, 더 블루의 분노 담당이다. 이 캐릭터로 분한 크루는 정성호이다.
이나견
이낙연 전 국무총리를 패러디했으며, 더 블루의 총무 담당이다. 이 캐릭터로 분한 크루는 강윤이다.
주언이
이언주 의원을 패러디했으며, 피플 컴퍼니 소속이다. 이 캐릭터로 분한 크루는 정상훈이다.
MB리
이명박 전 대통령을 패러디했으며, 17대 센터였다. 이 캐릭터로 분한 크루는 이세영이다.
그네
박근혜 전 대통령을 패러디했으며, 18대 센터였다. 이 캐릭터로 분한 크루는 정성호이다.
시리
최순실을 패러디했으며, 소울 구취's 소속이다. 이 캐릭터로 분한 크루는 김민교이다.
쩐유라
정유라를 패러디했으며, 시리의 딸이다. 이 캐릭터로 분한 크루는 김민교이다.
관지니
김관진 전 국방부장관을 패러디했으며, 더 블루의 안부 담당이었다. 이 캐릭터로 분한 크루는 강윤이다.
정으니
북한의 김정은 최고지도자를 패러디했으며, 아오지 엔터테인먼트의 센터이다. 이 캐릭터로 분한 크루는 김준현이다.
아베클론비
일본의 아베 신조 전 내각총리를 패러디했으며, 아베마컬쳐의 센터이다. 이 캐릭터로 분한 크루는 정성호이다.
트럼펫
미국의 도널드 트럼프 대통령을 패러디했으며, 더 화이트의 센터이다. 이 캐릭터로 분한 크루는 유세윤이다.

## 수상 목록
- 2024년 대한민국 퍼스트브랜드 대상 OTT 예능프로그램 부문 수상
- 2024년 제3회 청룡 시리즈 어워즈 신인 여자예능인상 (윤가이)
- 2024년 제3회 청룡 시리즈 어워즈 남자 예능인상 (신동엽)